# نادي سيبو
نادي سيبو لكرة القدم (بالإنجليزية: Cebu Football Club)‏ وبسمى أيضًا لأسباب الرعاية باسم ديناميك هيرب سيبو لكرة القدم. هو نادي كرة قدم في الفلبين تأسس في 2021 ويقع مقره في مدينة سيبو. وهو ثالث نادي محترف يمثل منطقة سيبو، بعد نادي سيبو كوين سيتي يونايتد الذي ينافس في دوري الدرجة الثانية، ونادي جلوبال سيبو الذي ينافس في دوري الفلبين الممتاز لكرة القدم. يملك النادي شركة ديناميك هيرب سبورتس إنكوربوريتد. تحت إدارة أوغور تاشجي، وهو رجل أعمال تركي وصل إلى الفلبين في عام 1994. ويعتبر النادي تاريخيا امتداد لنادي ليلام لكرة القدم الذي كان قد حقق إنجازات لسيبو في بطولات كرة القدم المحلية والخارجية.

## روابط خارجية
- الموقع الرسمي